# Moaning Lisa
"Moaning Lisa" är det sjätte avsnittet av den första säsongen av den amerikanska tecknade komediserien The Simpsons. Avsnittets huvudtema handlar om Lisa Simpsons depression och om hur hon försöker leva ut den genom att spela på sin saxofon.

## Handling
Lisa Simpson, dottern i familjen Simpson, vaknar en morgon med en stark känsla av nedstämdhet. Hon försöker få utlopp för sin depression med ett utbrott av kreativitet, något som inte uppskattas av musikläraren Mr. Largo. Hennes gymnastiklärare, som inte heller har någon förståelse för hennes nerstämdhet, skickar hem henne med en lapp till hennes föräldrar, Homer och Marge, angående hennes vägran att spela spökboll. Senare spelar Homer och Bart ett boxningsvideospel. Obesegrad 48 matcher i rad, behöver Bart bara gå en rond för att slå av huvudet på Homers boxare. Medan Homer är nere för räkning, visar Marge honom lappen från Lisas lärare. Lisas existentiella bekymmer förbryllar Homers enkla känslomässiga medvetenhet, och Marge försöker ge samma råd hon fick av sin mamma om lycka. Inget av vad föräldrarna gör eller säger kan dock få Lisa att må bra igen.
På natten hör Lisa tonerna från en saxofon långt borta. Hon smiter ut från sitt rum och går dit ljudet kommer från. Hon hittar en själfull saxofonist, Bleeding Gums Murphy, som spelar tung blues. Murphy lär Lisa hur hon kan beskriva sin nedstämdhet genom saxofonen, och de två börjar spela tillsammans tills Marge hittar henne och utropar: "Lisa! Get away from that Jazz Man!" ("Lisa! Gå bort från den där jazzmannen!"). Dagen efter kör Marge Lisa till skolan. Under resan säger Marge åt henne att le, oavsett hur hon känner sig. Hon ser Lisa gömma sina riktiga känslor och hur hennes klasskompisar får övertag på henne och blir då arg. Mr. Largo kommer ut och skäller på Lisa för hennes "kreativa utlopp". När Marge nu inser varför Lisa är ledsen, blir hon rasande, trycker gaspedalen i botten, sliter in Lisa i bilen och kör iväg. Marge säger till Lisa att det är bäst att vara sig själv. När Lisa får höra det känner hon sig glad igen.
Under tiden har Homer tagit lektioner av ett videospelsproffs för att äntligen kunna slå Bart. Just när han börjar vinna, drar Marge ur kontakten till TV:n för att berätta om Lisas återhämtning. Bart, som nu ser chansen att behålla sin status som obesegrad boxningsmästare, meddelar sitt tillbakaträdande från ringen, till Homers stora besvikelse. På kvällen besöker familjen en jazzklubb där de hör Bleeding Gums Murphy sjunga en blues skriven av Lisa.

## Trivia
- Under TV-spelandet höjer Bart näven i bakgrunden medan Homer slår hans boxare till slutet.
- På avsnittets kommentatorspår berättar Matt Groening: "If you turn unplug a game like that at a dramatic moment, they will whimper like that" ("om du drar ur sladden till TV:n sådär i ett dramatiskt ögonblick, gnäller de så där")

## Debuter
Figurer vilka gör sina första framträdanden i "Moaning Lisa" är:
- Ralph Wiggum[1]
- Bleeding Gums Murphy
- Jacqueline Bouvier (under Marges flashback till barndomen)

## Kulturella referenser
- Avsnittets namn är en ordlek med Leonardo da Vincis målning Mona Lisa.
- "The Jazz Hole" är antagligen en referens till jazzklubben "Birdland" i New York. Klubben ligger i en källare och är döpt efter saxofonisten Charlie Parker. Det kan också vara en ordlek; den gammaldags stavningen av "jazz" är "jass" ("The (J)ass Hole").
- Bakgrundsljudet i arkadhallen är musiken från spelet Tetris.
- Sången som Lisas musikklass övar på är den amerikanska patriotsången "My Country, 'Tis of Thee", baserad på melodin i Storbritanniens nationalsång "God Save the Queen". Mr. Largo säger till Lisa: "There's no room for crazy bebop in My Country, 'Tis of Thee" ("Det finns ingen plats för galen bebop i My Country, 'Tis of Thee").
- Spelkontrollen Bart använder till videospelet liknar joysticken på Atari 2600 men grafiken på TV:n skulle kräva en nyare modell av konsolen. Spelet de spelar, Slugfest, är ganska likt Nintendospelet Punch-Out!!.
- Busringningen Bart gör till bartendern Moe Szyslak är "Jacques Strap" (jockstrap = suspensoar).
- Som i en del andra tidiga avsnitt ändrar Marges halsband ofta färg mellan rött och vitt.